# J.B. Lenoir
Pour les articles homonymes, voir Lenoir.
J.B. Lenoir (en anglais [ləˈnɔːr]), né à Monticello (Mississippi - États-Unis) le 5 mars 1929 et mort à Champaign (Illinois - États-Unis) le 29 avril 1967, est un bluesman américain, guitariste, chanteur et compositeur.

## Biographie
Nommé J.B. par ses parents (ces initiales ne signifient rien en particulier), Lenoir commence à jouer très tôt. Il travaille dans la journée, puis joue de la guitare le soir, en apprenant un peu de tout. Dans les années 1940, il travaille avec Sonny Boy Williamson et Elmore James à La Nouvelle-Orléans. En 1949, il déménage à Chicago et commence à jouer dans des clubs avec Memphis Minnie, Big Maceo et Muddy Waters. Dans les années 1950, Lenoir enregistre plusieurs chansons sur différents labels. À cette époque, on le connaît surtout pour ses costumes rayés, sa voix au timbre féminin, et son jeu à la guitare électrique.
En 1965, il participe à l'American Folk Blues Festival. Lenoir avait la réputation d'être exceptionnellement amical et doux. Il se prit d'amitié et encouragea de nombreux jeunes artistes de blues, noirs et blancs. Certains disaient même qu'il ressemblait à Martin Luther King car ils avaient beaucoup de points communs, dont le fait d'être père et d'avoir eu une fin tragique. En effet, Lenoir, à 38 ans, s'éteint le 29 avril 1967 chez lui à Champaign, à la suite d'une hémorragie interne. Cette dernière fait suite à un accident de voiture dans lequel il était impliqué trois semaines plus tôt, l'hôpital n'ayant pas pris au sérieux ses blessures.
Le bluesman anglais John Mayall lui a dédié deux chansons  : The Death of J.B. Lenoir, sur l'album Crusade (1967) et I'm Gonna Fight For You J.B., sur l'album The Turning Point (1969).

## Le documentaireThe Soul of a Man
Le documentaire The Soul of a Man (2003) de Wim Wenders, qui fait partie de la série The Blues, a Musical Journey de Martin Scorsese, est consacré en partie à ce bluesman.
En fait, la chanson de John Mayall marqua tellement Wim Wenders, étudiant en cinéma à l'époque, qu'il se demanda qui était J.B. Lenoir. Puis Wim Wenders devient réalisateur et rencontre plusieurs fans de Lenoir. Cependant, ils ne trouvent aucun document filmé sur lui.
Mais un jour, on découvre des images inédites de Lenoir tournées au début des années 1960 par deux étudiants (allemand et suédois) en art à Chicago. En 2002, Wim Wenders rend visite à ces deux anciens étudiants, le couple Seaberg, désormais marié. Ces derniers croient rêver : leurs images étaient restées sur une étagère sans que personne les ait jamais vues pendant 35 ans. Ils avaient perdu espoir que le monde (et particulièrement la Suède où ils avaient proposé leur film) s'intéresse à leur musicien préféré, qui était aussi leur ami proche.
Durant l'été 1964, les Seaberg ont tourné un second film (noir et blanc, 16 mm) sur J.B. Lenoir, mais il fut, tout comme le premier, refusé par la télévision suédoise. C'est au même moment qu'on redécouvre, au Festival de folk de Newport de juillet 1964, un bluesman qui avait disparu de la scène pendant 33 ans, Skip James, auquel une bonne partie du documentaire de Wim Wenders est aussi consacré.

## Quelques titres de chansons
- Alabama blues
- Down in Mississipi
- I Feel so Good
- I Want to Go
- Illinois Blues
- Mama Talk to Your Daughter
- My Name Is J.B. Lenoir
- Round and Round
- Tax Paying Blues (Eisenhower Blues)
- The Mojo Boogie
- The Whale Has Swallowed Me
- Viet Nam Blues
- Voodoo Music
- When I'm Drinking
- You shook me